# Domingos da Prússia
Domingos da Prússia (em alemão: Dominikus von Preußen; em latim: Dominicus Prutenus; nascido Domingos Hélion; Gdansk, c. 1384 – Tréveris, 21 de dezembro de 1460) foi um monge cartuxo prussiano e escritor asceta de obras espirituais. Ele é considerado o autor da forma atual de meditação das cláusulas do rosário.

## Biografia

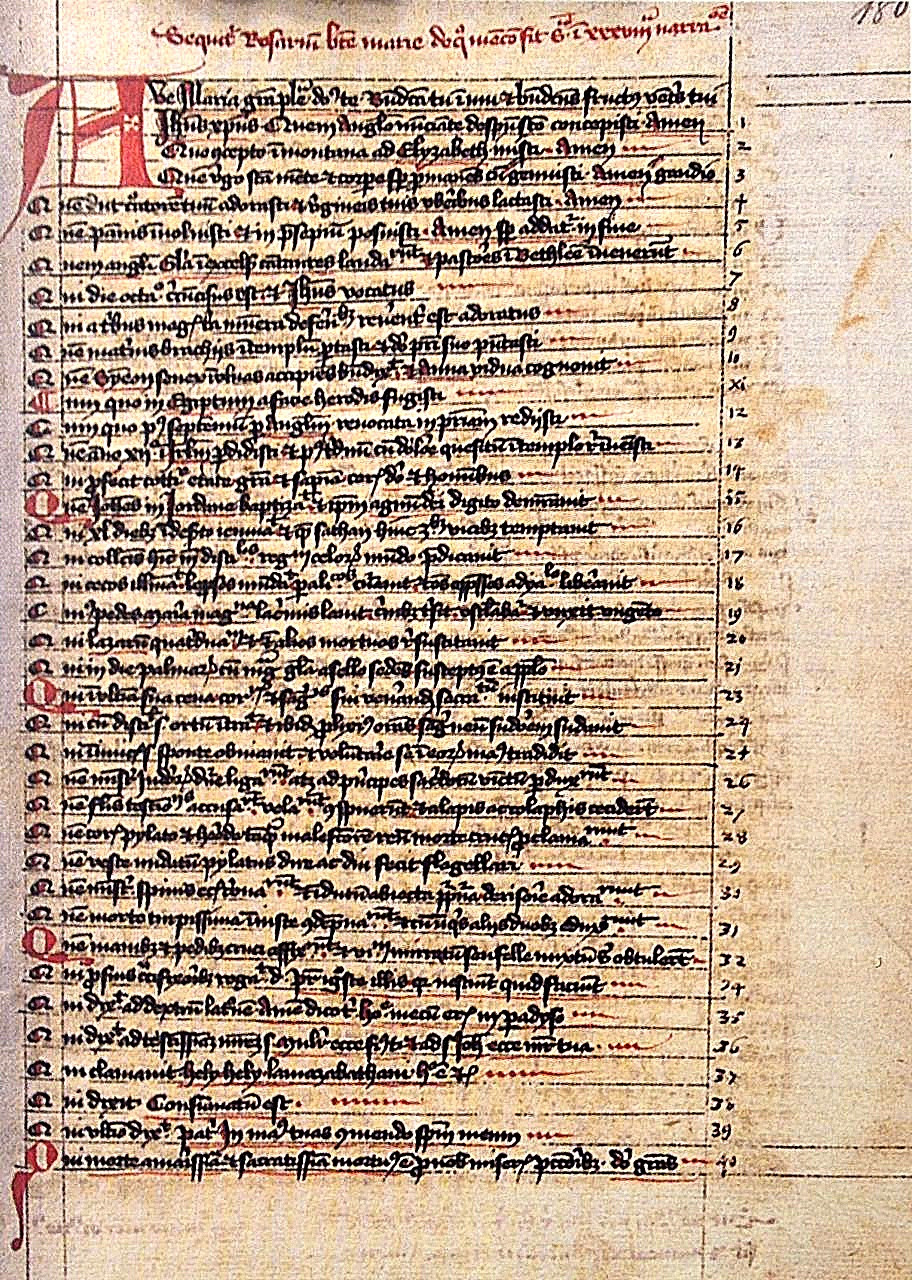
As cláusulas do rosário de Domingos da Prússia (1410), coleção dos arquivos de Trier

Domingos de Hélion nasceu por volta de 1384 em uma vila perto de Gdansk, na Prússia (atual Polónia). No ano de 1402, ele estudou na Academia de Cracóvia, e em 1409 foi admitido no mosteiro dos Cartuxos, na abadia de Santo Albano em Tréveris.
Do seu prior, Adolfo de Essen, recebeu como exercícios espirituais recitar 50 vezes a oração da Ave Maria. Com isso, decidiu reformar o Rosário acrescentando acontecimentos da vida de Jesus: compôs 50 orações; desenvolvendo o que viria a ser conhecido como "terço" ou "terça parte", não com o objetivo de simplificar mas para ser melhor contemplado. Entre 1410 e 1439, ele passou a divulgar o seu novo modelo de oração do rosário, que obteve sucesso entre os cartuxos no século XV e levaram a criação de outros saltérios. Em 1415, Adolfo de Essen e Domingos da Prússia partiram para fundar uma nova casa no que hoje é Mosela.
A confirmação divina de sua reforma do rosário foi recebida por Adolfo de Essen, em 1429, onde ele relata:
"A Virgem ficou cercada por toda a corte celestial. Ela cantou-lhe o Rosário, com as cláusulas de São Domingos. Em nome de Maria, todos inclinaram a cabeça; ao de Jesus, eles dobraram os joelhos; finalmente, terminaram o canto das cláusulas com um Aleluia. Todos deram grandes graças a Deus por todos os frutos espirituais produzidos por esta recitação, e pediram a Deus que concedesse àqueles que assim recitassem o Rosário a graça de grande benefício para o seu progresso interior".
De 1434 a 1435, Domingos foi mestre de noviços no mosteiro cartuxo de Mainz. Depois da morte do seu superior, Adolfo de Essen, tornou-se prior até falecer em 21 de dezembro de 1460 no mosteiro de Santo Albano, em Tréveris.
A inclusão das cláusulas no Rosário, feitas por Domingos da Prússia, foi incentivada por São Luís Maria de Montfort através de seu folheto intitulado "O Admirável Segredo do Santíssimo Rosário para converter-se e salvar-se", e pelo Papa João Paulo II com a carta apostólica Rosarium Virginis Mariae (2002).